# Anton van Bourgondië (1421-1504)

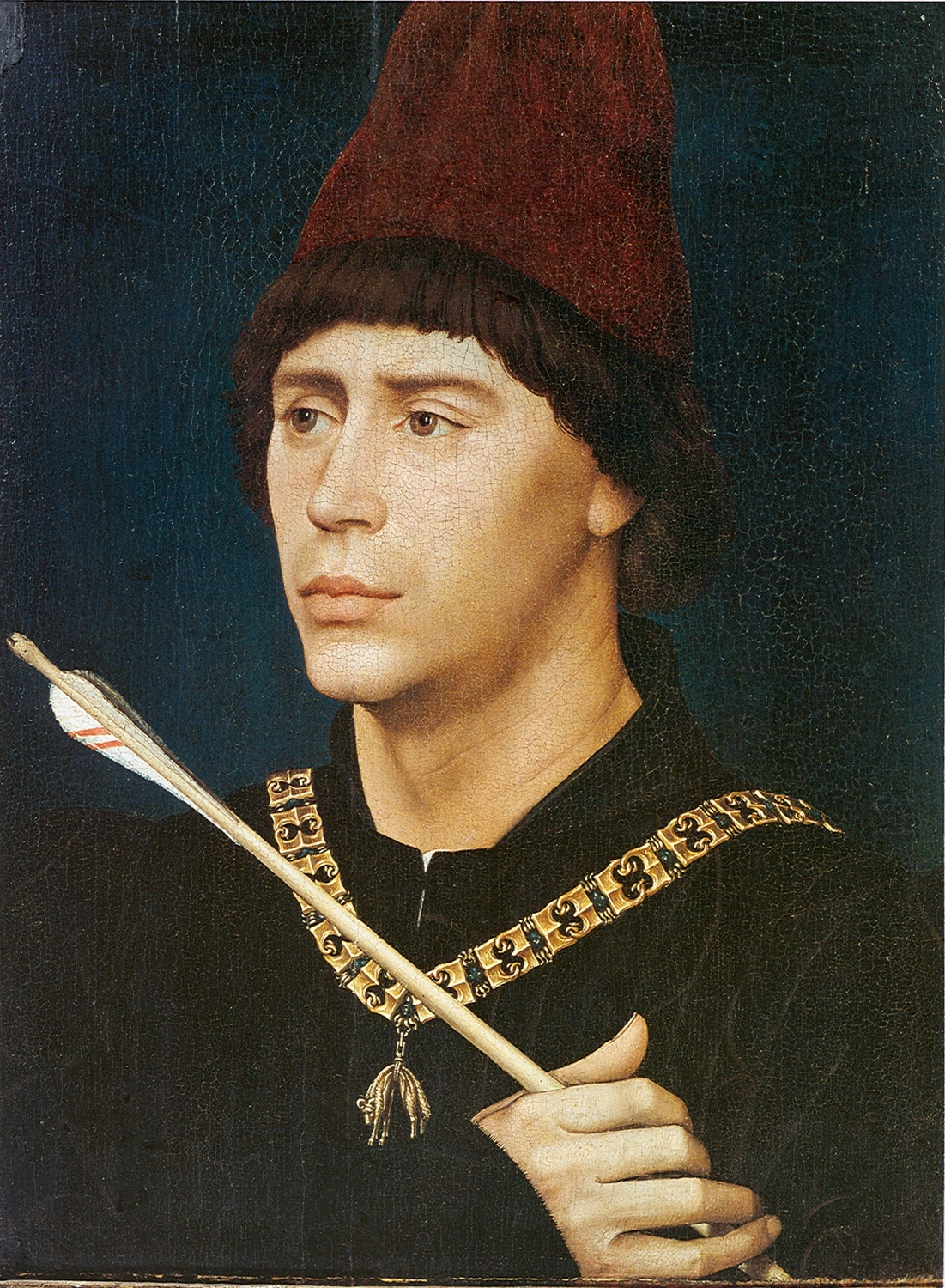
Portret van Anton van Bourgondië, geschilderd door Rogier van der Weyden, ca. 1460-1464, Koninklijke Musea voor Schone Kunsten van België, Brussel

Anton van Bourgondië (waarsch. Lizy, 1421 – Tournehem 5 mei 1504) (niet te verwarren met Anton van Bourgondië, zoon van Filips de Stoute) droeg de titels van graaf van La Roche, Sainte-Menehould, Guînes, heer van Crèvecœur en Tournehem en na de dood van zijn halfbroer Corneille van Bourgondië tevens heer van Beveren en Vlissingen. Hij was echter zeker niet de werkelijke heerser van het graafschap Guînes.

## Leven

Wapen als Ridder van het Gulden Vlies

Anton was de tweede zoon van Filips de Goede, en van een van zijn maîtresses Jeanne de Presle de Lizy. Hij droeg de benijde titel van Groot-bastaard van Bourgondië (Grand bâtard de Bourgogne) en zou samen met de oudere Corneille van Bourgondië de lievelingsbastaard van Filips geweest zijn. Hij werd opgevoed aan het Bourgondisch hof samen met zijn jongere halfbroer, graaf van Charolais, later Karel de Stoute, de laatste der hertogen van Valois en Bourgondië, met wie een nauwe band groeide. In 1459 trouwde hij met Marie de la Viesville, bij wie hij vijf kinderen had.
Minstens vanaf 1451 vocht hij voor zijn vader in diverse militaire campagnes, bijvoorbeeld in de Slag bij Nevele in 1452. In 1456 werd hij opgenomen in de Orde van het Gulden Vlies geslagen en kreeg hij de bijhorende prestigieuze ketting, die in die tijd slechts het bezit van 29 anderen was. Hij werd in 1463 "boogschutterskoning" na de winst van de jaarlijkse schietwedstrijd van het Sint-Sebastiaansgilde te Brugge. Volgens sommige historici was dit de aanleiding voor het schilderij van Rogier van der Weyden, waarop hij een pijl vasthoudt, maar hiervoor bestaat geen bewijs. Hij was ook een verzamelaar en opdrachtgever van manuscripten, meestal van de hand van de beste miniaturisten en kopiisten.
In 1464 trok hij mee in een kruistocht tegen de Turken, waarbij hij hielp aan de belegering van Ceuta. Hij nam deel aan de Slag bij Montlhéry (1465) en zou daarbij het leven hebben gered van de graaf van Charolais, nadat hij was afgescheiden van zijn manschappen en in de nek gewond. In 1466 was hij met Karel aanwezig bij de belegering van Dinant. In hetzelfde jaar, tot de zomer van 1467, verbleef hij bij koning Eduard IV van Engeland en hield toen een steekspel tegen Anthony Woodville, de broer van de koningin. Tijdens dat verblijf stierf zijn vader, Filips de Goede, en Anton haastte zich terug over het Kanaal. Voor het huwelijk van Karel de Stoute organiseerde hij in 1468 de Wapenpas van de Gouden Boom.
Nadien nam Anton deel aan bijna iedere nieuwe veldtocht geleid door zijn halfbroer Karel de Stoute, te beginnen bij de Luikse veldtocht van 1467, toen hij het grootste contingent van 1353 man aanvoerde. In 1468 duidde Karel hem aan als eerste kamerheer, hoofd van 99 andere kamerheren en dertien huiskapelanen, die allemaal de hertog dienden. Karel vertrouwde Anton onvoorwaardelijk en deze loyaliteit stond nooit ter discussie. Anton diende zijn halfbroer militair en diplomatiek met aanzienlijk succes, tot aan Karels dood op de Slag bij Nancy in 1477. In 1475 werd hij weer als diplomaat gezonden naar koning Eduard IV van Engeland, hertog Frans II van Bretagne, de koningen van Sicilië, Portugal, Aragon en Napels, naar de republiek Venetië en paus Sixtus IV. Allemaal ontvingen ze hem met groot eerbetoon. Op 25 mei 1475 werd hij in Rome gewettigd door paus Sixtus VI. Tussen deze reizen door slaagde hij er in tijd te maken voor de (mislukte) belegering van Neuss (1473–1474), en later dat jaar nam hij deel aan de verovering van het hertogdom Lotharingen. In 1476-1477 stond hij aan de zijde van Karel de Stoute in de drie grote veldslagen bij Grandson, Murten en Nancy. Op het einde van deze laatste werd hij gegijzeld door René II, hertog van Lotharingen, en uitgeleverd aan koning Lodewijk XI van Frankrijk. 
Lodewijk vroeg geen losgeld en stelde alles in het werk om de diensten van Anton te bekomen voor het inlijven van het wankelende Bourgondische rijk bij het Franse kroondomein. Hij overlaadde hem met landgoederen en ambten (waaronder dat van grand louvetier of 'opper-wolvenjager') en nam hem op in de Orde van Sint-Michiel. Anton ging overstag en liep over van de Bourgondiërs naar de Fransen, zoals ook Filips van Crèvecœur en Lodewijk van Halewijn (1441-1519). Anton was behulpzaam in het regelen van het huwelijk in 1477 tussen Maria van Bourgondië, enig kind van Karel de Stoute, en aartshertog Maximilaan van Oostenrijk, de latere keizer Maximiliaan I. Nadat hij op 15 augustus 1478 manschap had gezworen aan Lodewijk XI, vervulde hij meer en meer diplomatieke opdrachten voor de Fransen. In 1482 onderhandelde hij mee de verloving van Margaretha van Oostenrijk met de Franse kroonprins Karel en in 1484, tijdens de Vlaamse opstand, bemiddelde hij tussen de regentschapsraad en aartshertog Maximiliaan. Op 1 januari 1485 werd hij voor de tweede keer gewettigd, deze keer door toedoen van de pas aangetreden koning Karel VIII, waardoor hij ten volle plaats kon nemen tussen de prinsen van den bloede.
Hij overleed te Tournehem bij Calais in 1504.

## Huwelijk en kinderen
Tussen 1454 en 1459 huwde hij met Maria de la Viefville met wie hij minstens drie kinderen kreeg:
- Filips van Bourgondië-Beveren (overleden 4 juli 1498), heer van Beveren, admiraal, raad, kamerling, ridder van de Orde van de gulden vlies, was gehuwd met Anna van Borselen (overleden 1518)
- Johanna van Bourgondië (overleden 9 februari 1511), huwde tussen 1469-71 met Jasper van Culemborg.
- Maria, jong overleden

Anton had nog twee bastaardkinderen uit zijn relatie met Maria de Braem:
- Anton van Bourgondië (ca. 1470 - na 1535), huwde Klara van Wakken, erfdochter van Andries Andriezn van Wakken en Agnes van Heverskerke.
- Nikolas, bastaard van Bourgondië (overleden 1520), kanunnik van het Sint-Pieterskapittel te Utrecht.

## Voorouders
| Voorouders van Anton van Bourgondië | Voorouders van Anton van Bourgondië                                | Voorouders van Anton van Bourgondië                                | Voorouders van Anton van Bourgondië                                 | Voorouders van Anton van Bourgondië                                 | Voorouders van Anton van Bourgondië                                | Voorouders van Anton van Bourgondië                                | Voorouders van Anton van Bourgondië                                | Voorouders van Anton van Bourgondië                                |
| ----------------------------------- | ------------------------------------------------------------------ | ------------------------------------------------------------------ | ------------------------------------------------------------------- | ------------------------------------------------------------------- | ------------------------------------------------------------------ | ------------------------------------------------------------------ | ------------------------------------------------------------------ | ------------------------------------------------------------------ |
| Overgrootouders                     | Filips de Stoute (1342-1404) ∞ Margaretha van Male (1350-1405)     | Filips de Stoute (1342-1404) ∞ Margaretha van Male (1350-1405)     | Albrecht van Beieren (1336-1404) ∞ Margaretha van Brieg (1342-1386) | Albrecht van Beieren (1336-1404) ∞ Margaretha van Brieg (1342-1386) | ? (-) ∞ ? (-)                                                      | ? (-) ∞ ? (-)                                                      | ? (-) ∞ ? (-)                                                      | ? (-) ∞ ? (-)                                                      |
| Grootouders                         | Jan zonder Vrees (1371-1419) ∞ Margaretha van Beieren (1363-1423)  | Jan zonder Vrees (1371-1419) ∞ Margaretha van Beieren (1363-1423)  | Jan zonder Vrees (1371-1419) ∞ Margaretha van Beieren (1363-1423)   | Jan zonder Vrees (1371-1419) ∞ Margaretha van Beieren (1363-1423)   | ? (-) ∞ ? (-)                                                      | ? (-) ∞ ? (-)                                                      | ? (-) ∞ ? (-)                                                      | ? (-) ∞ ? (-)                                                      |
| Ouders                              | Filips de Goede (1396-1467) ∞ Jeanne de Presle de Lizy (1393-1463) | Filips de Goede (1396-1467) ∞ Jeanne de Presle de Lizy (1393-1463) | Filips de Goede (1396-1467) ∞ Jeanne de Presle de Lizy (1393-1463)  | Filips de Goede (1396-1467) ∞ Jeanne de Presle de Lizy (1393-1463)  | Filips de Goede (1396-1467) ∞ Jeanne de Presle de Lizy (1393-1463) | Filips de Goede (1396-1467) ∞ Jeanne de Presle de Lizy (1393-1463) | Filips de Goede (1396-1467) ∞ Jeanne de Presle de Lizy (1393-1463) | Filips de Goede (1396-1467) ∞ Jeanne de Presle de Lizy (1393-1463) |
| Anton van Bourgondië (1421-1504)    |                                                                    |                                                                    |                                                                     |                                                                     |                                                                    |                                                                    |                                                                    |                                                                    |